# Ansitz Hofstätter

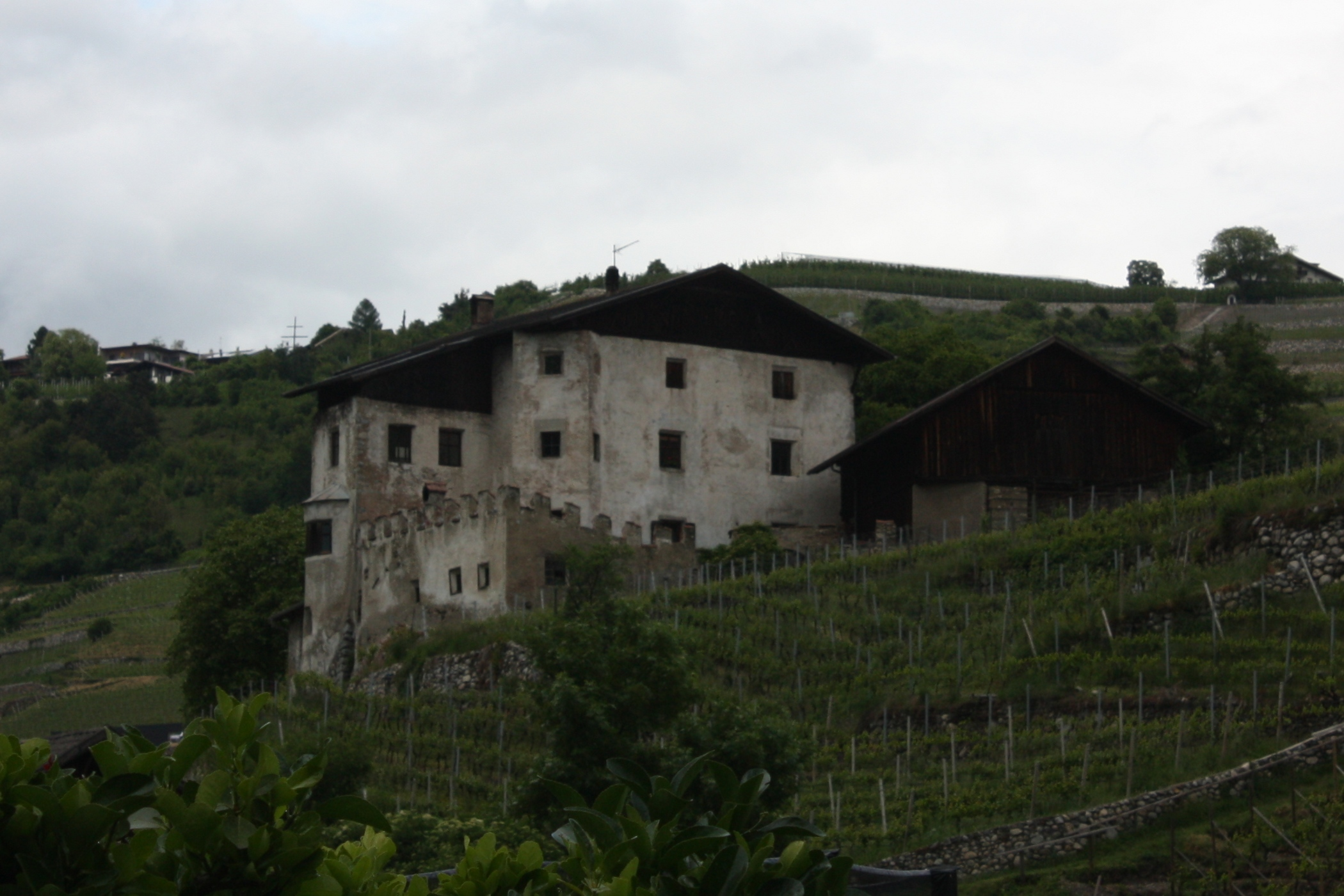
Ansitz Hofstätter

Ansitz Hofstätter (alternative Schreibweise Hofstatt) ist ein geschütztes Baudenkmal in Neustift, einer Fraktion der Gemeinde Vahrn in Südtirol.

## Geschichte

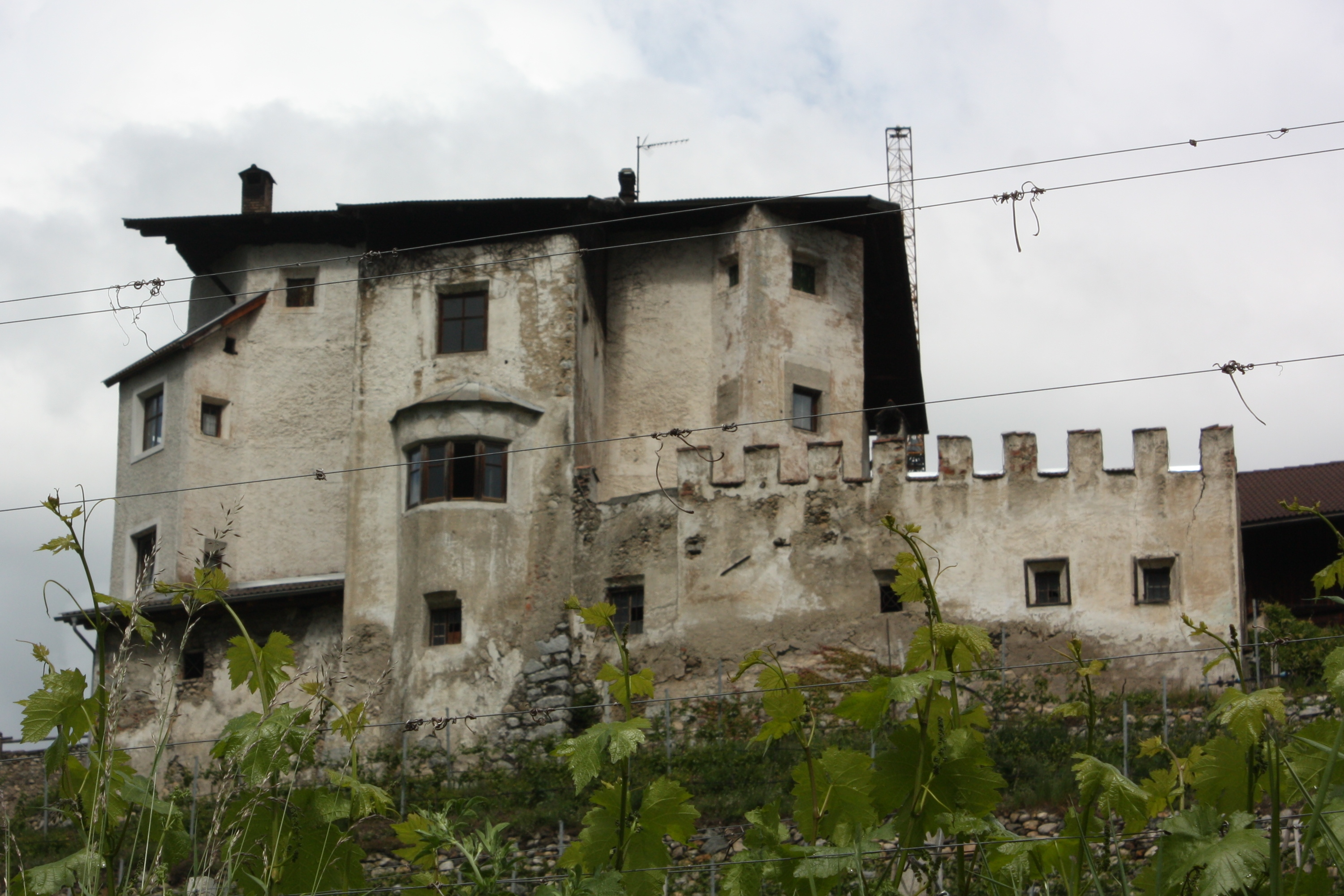
Seitenansicht

Es handelt sich ursprünglich um den Rittersitz der Edlen von Hofstatt, die von 14. bis 16. Jahrhundert urkundlich nachgewiesen sind. 1374 erscheint der Wappenträger Heinrich „ab der Hofstatt“. 1419 stiftete Michael ab der Hofstatt in Neustift eine Herrenpfründe. 1455 war Hans Hofstetter Bürgermeister von Bruneck, sowie 1465 Peter Hofsteter Richter von Brixen. Über die Erbentochter Barbara kam der Besitz 1597 an den Pfleger von Feldthurns Dr. Georg Leopold von Schwarzenhorn, deren Familie sich danach „zu Hofstatt und Gravetsch“ nannte. Letzterer wurde 1572 als fürstbischöflicher Rat in den Adelsstand erhoben. 1595 erscheint der Pfleger von Feldthurns Hans Gaudenz Leopold von Schwarzhorn zur Hofstatt, der das gleiche Siegel verwendete. Maria Leopold von Schwarzenhorn zu Hofstatt heiratete Johann Wilhelm Lachmüller, seit 1655 Eigentümer. Die Lachmüller führten infolge das Prädikat „Lachmüller von und zu Hofstatt und Gravötsch“. Durch seine Ehe mit Klara von Lachmüller wurde 1744 Ferdinand Söll von Aichberg Hausherr. Darauf fiel der Ansitz in bäuerlichen Besitz. Das aus der Zeit der Spätgotik stammende Gebäude mit Tormauer wurde Ende des 15. bis Anfang des 16. Jahrhunderts umgebaut, 1809 zerstört und anschließend wiederaufgebaut. Am 12. Mai 1986 erfolgte die Unterschutzstellung von Seiten des Südtiroler Landesdenkmalamtes.